# منتخب كينيا للكريكت
منتخب كينيا الوطني للكريكت هو المنتخب الذي يمثل كينيا في المنافسات الدولية لرياضة الكريكت، والذي يقوم إتحاد كينيا للكريكت بإدارة شؤونه ،يعتبر من أقوى المنتخبات في هذه الرياضة في قارة أفريقيا. أبرز إنجازاته هو وصوله للدور النصف النهائي في كأس العالم للكريكيت 2003.